# Kuwykowo
Kuwykowo (ros. Кувыково) – wieś (sieło) w Rosji, w Baszkortostanie, w rejonie kusznarienkowskim. W 2010 liczyła 294 mieszkańców.